# Dendrobium serratipetalum
Dendrobium serratipetalum är en orkidéart som beskrevs av Rudolf Schlechter. Dendrobium serratipetalum ingår i släktet Dendrobium, och familjen orkidéer. Inga underarter finns listade i Catalogue of Life.